# IC 4534
IC 4534 је спирална галаксија у сазвјежђу Волар која се налази на листи објеката дубоког неба у Индекс каталогу.
Деклинација објекта је + 23° 38' 30" а ректасцензија 15h 6m 41,7s. Привидна величина (магнитуда) објекта IC 4534 износи 13,5 а фотографска магнитуда 14,5. IC 4534 је још познат и под ознакама UGC 9713, MCG 4-36-13, CGCG 135-14, PGC 53943.